# Dryadella ana-paulae
Dryadella ana-paulae är en orkidéart som beskrevs av V.P.Castro, B.P.Faria och A.D.Santana. Dryadella ana-paulae ingår i släktet Dryadella och familjen orkidéer. Inga underarter finns listade i Catalogue of Life.